# Borowiec (Kozłowo)
Borowiec (deutsch Borrowitzmühle, auch: Dobeneckmühle) ist ein kleiner Ort in der polnischen Woiwodschaft Ermland-Masuren innerhalb der Gmina Kozłowo (Landgemeinde Groß Koslau, 1938 bis 1945 Großkosel) im Powiat Nidzicki (Kreis Neidenburg).
Borowiec liegt am Flüsschen Skottau (polnisch Szkotówka) im Südwesten der Woiwodschaft Ermland-Masuren, 16 Kilometer südwestlich der Kreisstadt Nidzica (deutsch Neidenburg).
Die einstige Borrowitzmühle soll um 1785 eine „adlige Mühle“ gewesen sein, eine Wassermühle mit dazugehörigem Gehöft, die irgendwann nach 1905 in „Dobeneckmühle“ umbenannt worden war. Bis 1945 war die kleine Siedlung ein Wohnplatz der Gemeinde Taubendorf (polnisch Gołębiewo) im ostpreußischen Kreis Neidenburg.
Über die Muttergemeinde war die Mühlensiedlung bis 1945 in die evangelische Kirche Thalheim bzw. in die römisch-katholische Kirche Thurau integriert, heute gehört sie zur evangelischen Pfarrkirche Nidzica sowie zur Kirche Dziurdziewo.
Borowiec liegt an einer Nebenstraße, die die Stadt Działdowo (Soldau) mit der Woiwodschaftsstraße 538 bei Wierzbowo (Wiesenfeld) verbindet. Eine Anbindung an den Bahnverkehr besteht nicht.